# Xerces Society
Die Xerces Society ist eine gemeinnützige Naturschutzorganisation, die sich der Erhaltung von Insekten widmet, die als wichtig für die Biodiversität und die Intaktheit von Ökosystemen betrachtet werden. Der Name leitet sich vom Xerces-Bläuling (Glaucopsyche xerces) ab, der nur in einem kleinen Gebiet in Kalifornien vorkam und seit den 1940er Jahren als ausgestorben gilt.
Die Gesellschaft arbeitet mit Bundes- und Landesbehörden, einschließlich des Landwirtschaftsministeriums der Vereinigten Staaten, sowie mit Wissenschaftlern, Landverwaltern, Pädagogen und Bürgern zusammen, um den Schutz von Wirbellosen, zu fördern. Die Xerces Society setzt sich mit ihrem Engagement für wirbellose Tiere und die Erhaltung ihrer Lebensräume ein, darunter mit der Einreichung von Petitionen für die Änderung des Gefährdungsstatus von Arten wie dem Monarchfalter im Endangered Species Act, der nun als gefährdete Alt gilt
Zu den laufenden Projekten gehören die Wiederherstellung von Lebensräumen für gefährdete Arten, die Aufklärung der Öffentlichkeit über die Bedeutung einheimischer Bestäuber und die Wiederherstellung und der Schutz von Einzugsgebieten.
Die Organisation wurde 1971 vom Lepidopterologen Robert M. Pyle von der Yale School of Forestry & Environmental Studies gegründet und am 14. April 1988 beim Oregon Secretary of State als gemeinnützige Gesellschaft registriert.